# Michel Der Zakarian
Michel Der Zakarian (armensko Միքայել Տեր–Զաքարյան), armenski nogometaš in trener, 18. februar 1963, Erevan, Sovjetska zveza.

## Dosežki
Kot igralec
- Coupe de France finalist z Nantes Atlantiquom: 1982/83
- Ligue 1 z Nantes Atlantique: 1982/83
- Ligue 1 - drugo mesto Nantes Atlantique: 1984/85, 1985/86
- Ligue 1 - bronasta medalja z Montpellier HSC: 1987/88
- Coupe de France z Montpellier HSC: 1990/91
- Coupe de la Ligue z Montpellier HSC: 1992
- Coupe de France finalist z Montpellier HSC: 1993/94
- Coupe de la Ligue finalist z Montpellier HSC: 1994

Kot trener
- Ligue 2 drugo mesto z Nantes Atlantiquom: 2007/08